# Tim Ryan
Timothy John Ryan (Niles, 16 de julio de 1973) es un abogado y político estadounidense que fungió como miembro de la Cámara de Representantes de 2003 a 2023, perteneciente al Partido Demócrata. Ingresó al Congreso en 2003, representando al 17.º distrito congresional de Ohio hasta la redistribución de distritos. El distrito de Ryan abarcaba una gran franja del noreste de Ohio, desde Youngstown hasta Akron.
Ryan, nacido en Niles, trabajó como asistente del Representante de los Estados Unidos Jim Traficant después de graduarse de Bowling Green State University. Se desempeñó en el Senado de Ohio de 2001 a 2002 antes de ganar las elecciones para suceder a Traficant. En noviembre de 2016, Ryan lanzó un desafío infructuoso para destituir a Nancy Pelosi como líder demócrata en la Cámara de Representantes. Fue candidato a la nominación presidencial demócrata de 2020 antes de finalizar su campaña el 24 de octubre de 2019 para postularse a la reelección. El 3 de noviembre de 2020, Associated Press calificó los resultados de las elecciones del distrito a favor de Ryan.
Después de que el senador estadounidense Rob Portman anunció el 25 de enero de 2021 que no buscaría la reelección en 2022,  Ryan dijo que estaba considerando postularse para reemplazarlo.